# Superpuchar Włoch w piłce siatkowej mężczyzn (2019)
Superpuchar Włoch w piłce siatkowej mężczyzn 2019 (oficjalnie Del Monte Supercoppa Italia Superlega) – dwudziestaczwarta edycja rozgrywek o Superpuchar Włoch. Półfinały i finał rozegrane zostały w dniach 1-2 listopada 2019 roku w Palasport Eurosuole Forum w Civitanova Marche. 
Superpuchar Włoch zdobyła drużyna Sir Safety Conad Perugia.

## Wyniki spotkań
|  |                          |                          |                          |                          |   |                  |                  |       |
|  | Półfinał                 | Półfinał                 | Półfinał                 |                          |   | Finał            | Finał            | Finał |
|  | Półfinał                 | Półfinał                 | Półfinał                 |                          |   | Finał            | Finał            | Finał |
|  |                          |                          |                          |                          |   |                  |                  |       |
|  |                          |                          |                          |                          |   |                  |                  |       |
|  | Cucine Lube Civitanova   | Cucine Lube Civitanova   | 1                        |                          |   |                  |                  |       |
|  | Cucine Lube Civitanova   | Cucine Lube Civitanova   | 1                        |                          |   |                  |                  |       |
|  | Leo Shoes Modena         | Leo Shoes Modena         | 3                        |                          |   |                  |                  |       |
|  | Leo Shoes Modena         | Leo Shoes Modena         | 3                        |                          |   | Leo Shoes Modena | Leo Shoes Modena | 2     |
|  |                          |                          |                          |                          |   | Leo Shoes Modena | Leo Shoes Modena | 2     |
|  |                          |                          | Sir Safety Conad Perugia | Sir Safety Conad Perugia | 3 |                  |                  |       |
|  | Sir Safety Conad Perugia | Sir Safety Conad Perugia | Sir Safety Conad Perugia | Sir Safety Conad Perugia | 3 | 3                |                  |       |
|  | Sir Safety Conad Perugia | Sir Safety Conad Perugia |                          |                          |   |                  |                  |       |
|  | Itas Trentino            | Itas Trentino            | 1                        |                          |   |                  |                  |       |
|  | Itas Trentino            | Itas Trentino            | 1                        |                          |   |                  |                  |       |

### Półfinały
| 01.11.2019    | Cucine Lube Civitanova | 1:3 (23:25, 21:25, 29:27, 20:25) | Leo Shoes Modena       | Palasport Eurosuole Forum, Civitanova Marche           |  |
| 15:30 (UTC+1) | Joandry Leal 18 pkt    | raport                           | Bartosz Bednorz 18 pkt | Widzów: 4120 Sędziowie: Ilaria Vagni i Massimo Florian |  |

| 01.11.2019    | Sir Safety Conad Perugia       | 3:1 (21:25, 25:23, 25:21, 25:22) | Itas Trentino       | Palasport Eurosuole Forum, Civitanova Marche              |  |
| 18:00 (UTC+1) | Aleksandar Atanasijević 20 pkt | raport                           | Luca Vettori 18 pkt | Widzów: 4120 Sędziowie: Rossella Piana i Alessandro Cerra |  |

### Finał
| 02.11.2019    | Leo Shoes Modena    | 2:3 (25:27, 25:23, 23:25, 25:18, 12:15) | Sir Safety Conad Perugia | Palasport Eurosuole Forum, Civitanova Marche                                 |  |
| 18:00 (UTC+1) | Ivan Zaytsev 30 pkt | raport                                  | Wilfredo León 21 pkt     | Widzów: 3960 Sędziowie: Marco Zavater i Daniele Rapisarda MVP: Wilfredo León |  |